# جاك بروكس (لاعب كريكت)
جاك بروكس (4 يونيو 1984 في المملكة المتحدة - ) (بالإنجليزية: Jack Brooks)‏ هو لاعب كريكت بريطاني. لعب مع نادي مقاطعة يوركشاير للكريكت ‏ ونادي مقاطعة نورثامبتونشير للكريكت ‏ وOxfordshire County Cricket Club ‏.

## وصلات خارجية
- جاك بروكس على موقع إي آس بي آن كريك إنفو (الإنجليزية)